# Termosifó

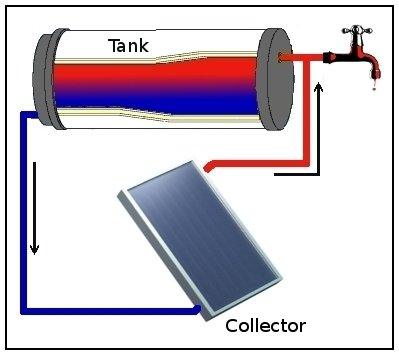
Circulació de termosifó en un simple escalfador d'aigua solar (no és un model de treball; no hi ha subministrament d'aigua per omplir el dipòsit quan s'utilitza l'aixeta)

El termosifó és un mètode d'intercanvi de calor passiu, basat en la convecció natural, que fa circular un fluid sense necessitat d'una bomba mecànica. El termosifó s'utilitza per a la circulació de líquids i gasos volàtils en aplicacions de calefacció i refrigeració com bombes de calor, escalfadors d'aigua, calderes i forns. El termosifó també es produeix a través dels gradients de temperatura de l'aire, com els que s'utilitzen en una xemeneia de llenya o una xemeneia solar.
Aquesta circulació pot ser de bucle obert, com quan la substància en un dipòsit de retenció es fa passar en una direcció mitjançant un tub de transferència escalfat muntat a la part inferior del dipòsit a un punt de distribució, fins i tot un muntat per sobre del dipòsit d'origen, o pot ser un circuit tancat vertical amb retorn al contenidor original. La seva finalitat és simplificar la transferència de líquid o gas evitant el cost i la complexitat d'una bomba convencional.

## Termosifó simple
La convecció natural del líquid comença quan la transferència de calor al líquid dona lloc a una diferència de temperatura d'un costat a l'altre del bucle. El fenomen de l'expansió tèrmica significa que una diferència de temperatura tindrà una diferència corresponent de densitat a través del bucle. El fluid més càlid d'un costat del bucle és menys dens i, per tant, més flotant que el fluid més fred de l'altre costat. El fluid més calent "flotarà" per sobre del líquid més fred, i el líquid més fred "s'enfonsarà" per sota del líquid més càlid. Aquest fenomen de convecció natural es coneix amb la dita "la calor puja". La convecció mou el líquid escalfat cap amunt en el sistema, ja que és substituït simultàniament per un líquid més fred que torna per gravetat. Un bon termosifó té molt poca resistència hidràulica de manera que el líquid pot fluir fàcilment sota la pressió relativament baixa produïda per la convecció natural.

## Arquitectura

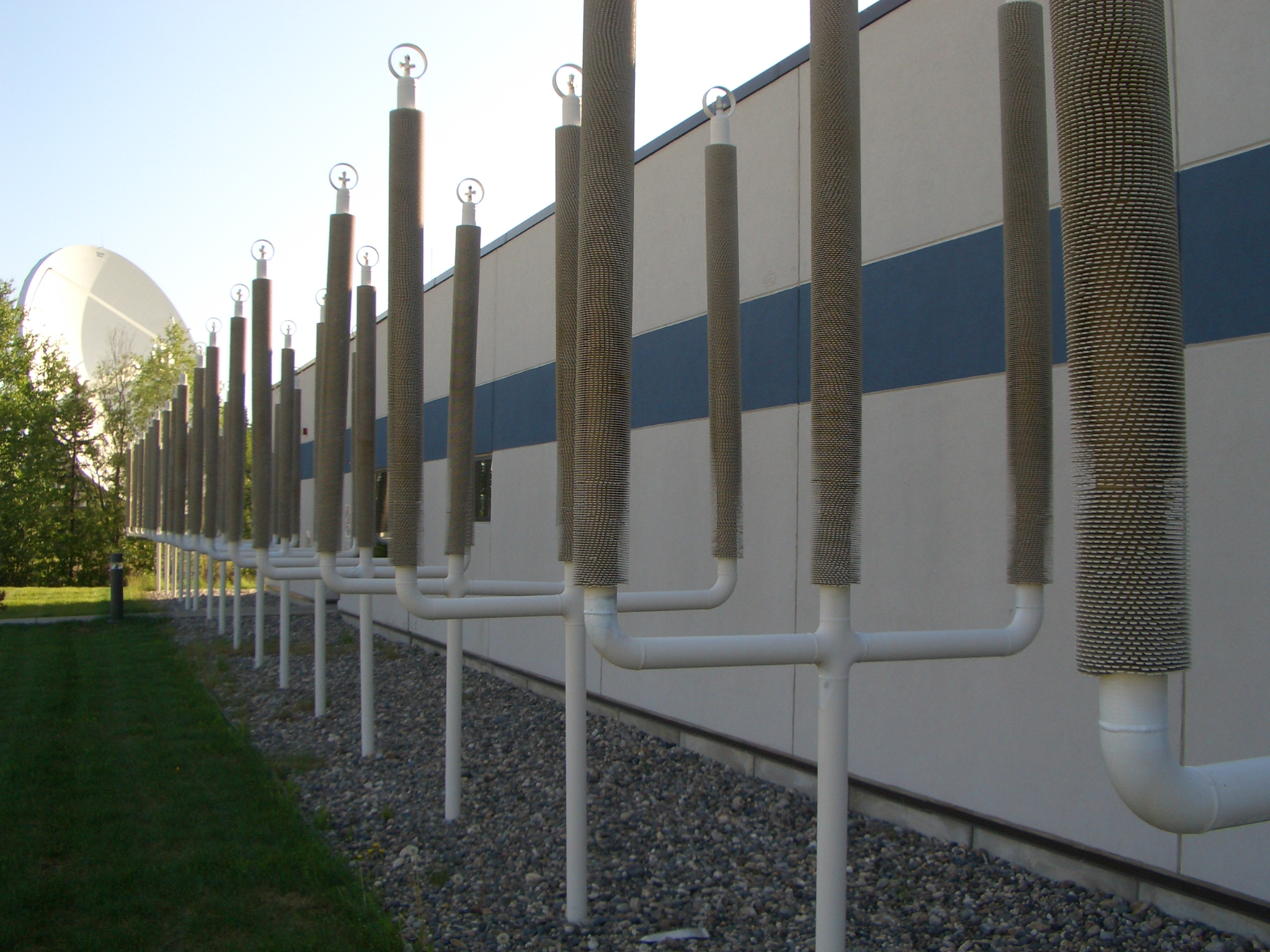
Dispositiu de termosifó a l'aeroport internacional de Fairbanks, utilitzat per refredar el permafrost sobre el qual es construeixen els edificis de l'aeroport. Els fonaments de l'edifici corren el risc de desplaçar-se si el permafrost es descongela.

En llocs històricament dominats per les condicions del permafrost, els termosifons es poden utilitzar per contrarestar les forces geològiques adverses sobre els fonaments d'edificis, canonades i altres estructures causades pel desglaç del permafrost. Un estudi publicat el 2006 pel gegant petrolier ConocoPhillips informa que el permafrost d'Alaska, sobre el qual es construeix gran part de la infraestructura de l'estat, s'ha degradat des del 1982 enmig de temperatures càlides rècord. Segons l'Alaska Climate Research Center de la Universitat d'Alaska Fairbanks, entre 1949 i 2018 la temperatura mitjana anual a Alaska va augmentar 4,0 graus Fahrenheit, amb un augment de 7,2 graus Fahrenheit durant l'hivern.

## Informàtica
Els termosifons s'utilitzen per refrigerar per aigua components interns de l'ordinador, més comunament el processador. Tot i que es pot utilitzar qualsevol líquid adequat, l'aigua és el líquid més fàcil d'utilitzar en sistemes de termosifó. A diferència dels sistemes tradicionals de refrigeració d'aigua, els sistemes de termosifó no es basen en una bomba sinó en la convecció per al moviment de l'aigua escalfada (que pot convertir-se en vapor) des dels components cap amunt fins a un intercanviador de calor. Allà l'aigua es refreda i està llesta per ser recirculada. L'intercanviador de calor més utilitzat és un radiador, on l'aire es bufa activament a través d'un sistema de ventilador per condensar el vapor a un líquid. El líquid es recircula a través del sistema, repetint així el procés. No cal cap bomba. El cicle d'evaporació i condensació és impulsat per la diferència de temperatura.